# Де Грант, Аддис
Адди́с Де Грант (настоящее имя — Адди́с Абду́лович Па́лий; род. 12 апреля 1991, Коротное, Приднестровье, Молдова), режиссёрский псевдоним — Чармс Чо́кер (англ. Charms Choker) — режиссёр, сценарист, продюсер, актёр и криптоэнтузиаст.

## Биография
Аддис родился 12 апреля 1991 года в селе Коротное в Приднестровье. Имеет молдавское происхождение со стороны матери и эфиопское со стороны отца.
В 2011 году переехал в Москву, где в 2014 году окончил Институт театрального искусства имени Народного артиста СССР И. Д. Кобзона (ИТИ) по специальности «актёр театра и кино» (мастерская Романа Виктюка). Снимался в сериалах, фильмах, рекламных роликах, музыкальных клипах, играл в театральных постановках, работал моделью. Во время учёбы начал снимать короткометражные фильмы.

## Фильмография

### Театр

#### Театр «Бенефис»
- 2012 — А. С. Пушкин «Анджело» — Анджело

#### Учебный театр
- 2013 — И. С. Тургенев «Птица» — Чтец
- 2013 — А. М. Володин «С любимыми не расставайтесь» — Судья
- 2014 — М. М. Рощин «Валентин и Валентина» — Валентин
- 2014 — А. И. Куприн «Как я был актёром» — Автор

#### Клуб Театр «Мастерская»
- 2014 — моноспектакль А. С. Пушкин «Procul este profani» — Пушкин
- 2015 — моноспектакль Д. Хармс «Издевательство над смыслами» — Иисус

#### Клуб Театр А
- 2015 — Club ТеатрА — герой

| Год       |     | Название                              | Роль                           |
| --------- | --- | ------------------------------------- | ------------------------------ |
| 2011      | с   | Универ                                | студент-каратист               |
| 2013-2020 | с   | Горюнов                               | Маккейн, лейтенант ВМФ США     |
| 2013      | кор | Сартр                                 | подельник                      |
| 2013-2014 | с   | ОСА                                   | араб                           |
| 2015-2016 | с   | ЧОП                                   | Джарах                         |
| 2015      | с   | След                                  | Артём                          |
| 2015      | ф   | Завтрак у папы                        | креативщик                     |
| 2016      | кор | Кровь                                 | Шафи                           |
| 2017      | с   | Короткие волны                        | Сергей                         |
| 2017      | с   | Проклятие спящих                      | Сэми, таксист-француз          |
| 2017-2018 | с   | Спящие                                | Сэми, таксист-француз          |
| 2017      | с   | Солнечный круг                        | Патрик, студент РУДН, сын царя |
| 2017-2019 | с   | Чисто московские убийства             | Миша                           |
| 2017      | с   | Тест на беременность-2                | Майкл                          |
| 2019      | с   | Мылодрама                             | эпизодическая                  |
| 2021      | с   | Молодые и сильные. Проклятие выживших | Возгоныч                       |
| 2021      | ф   | Рай горячее, чем Ад                   | Перванш                        |
| 2022      | с   | Морские дьяволы. Дальние рубежи       | Хорхе                          |

| Год  |     | Название            | Режиссёр  | Сценарист | Продюсер  |
| ---- | --- | ------------------- | --------- | --------- | --------- |
|      | кор | Демонстрация        | зелёная ✓ | зелёная ✓ |           |
| 2013 | кор | Беги                | зелёная ✓ | зелёная ✓ | зелёная ✓ |
| 2017 | кор | 4                   | зелёная ✓ | зелёная ✓ |           |
| 2018 | кор | Ваня                | зелёная ✓ | зелёная ✓ | зелёная ✓ |
| 2016 | кор | Ой                  | зелёная ✓ | зелёная ✓ | зелёная ✓ |
| 2021 | кор | Секс Сон Смех       | зелёная ✓ | зелёная ✓ | зелёная ✓ |
| 2022 | ф   | Рай горячее, чем Ад | зелёная ✓ | зелёная ✓ | зелёная ✓ |

Короткометражная работа «Ой» была представлена в полуфинале фестиваля Slum Film Festival 2019 в Кении. «Ваня» был участником фестиваля «Таврида» в 2017 году, «4» был показан на фестивале Святая Анна в 2017 году.
В 2018 году Аддис начал работу над своим первым полнометражным фильмом «Рай горячее, чем Ад».
Изначальный замысел фильма ограничивался одним предложением в заметках на телефоне.
Замысел: "Я хочу рассказать историю дороги, историю бесконечного человеческого пути и его поиска."Аддис Де Грант, 
В 2022 году фильм прошёл фестивальный период, участвовал в Festival Transterritorial de Cine Underground в Аргентине и взял победу в номинации Лучший Полнометражный Экспериментальный Фильм на Montevideo World Film Festival в Уругвае.
Фильм создавался на собственные средства режиссёра без привлечения кинокомпаний, поэтому онлайн-премьера для зрителей на официальном сайте проекта состоялась только в 2024 году. 30 января 2024 года состоялся специальный показ фильма с создателями и командой в Культурном Центре ЗИЛ, Москва.
Картина получила положительные отзывы зрителей — лауреата Государственной премии России, режиссёра Владимира Мирзоева («Борис Годунов», «Топи»), продюсера Максима Добромыслова («Межсезонье»), поэта и художника Василия Попова.
Исследование метафизических границ между Адом и Раем заставляет пересмотреть свое восприятие реальности.Максим Добромыслов, 
13.2.2024 в поддержку фильма на была выпущена NFT-коллекция «Heaven hotter than Hell», представляющая собой изображения Белой Карты, GIF-изображения с кадрами из фильма и видео-карточки. Коллекция выпущена для добровольной финансовой поддержки проекта покупателями и получением ими привилегий, таких как встреча с режиссёром, актёрами, роль в следующем проекте и сувениры с символикой фильма.
В 2024 году начал работу над проектом «Блокчейн» — сериалом-антологией на тему WEB3.